# Lake Banksiadale
Lake Banksiadale är en sjö i Australien. Den ligger i delstaten Western Australia, omkring 81 kilometer söder om delstatshuvudstaden Perth. Lake Banksiadale ligger 243 meter över havet. Arean är 6,7 kvadratkilometer. Den sträcker sig 4,9 kilometer i nord-sydlig riktning, och 11,2 kilometer i öst-västlig riktning.
I omgivningarna runt Lake Banksiadale växer i huvudsak städsegrön lövskog. Runt Lake Banksiadale är det mycket glesbefolkat, med 5 invånare per kvadratkilometer. Genomsnittlig årsnederbörd är 943 millimeter. Den regnigaste månaden är september, med i genomsnitt 174 mm nederbörd, och den torraste är februari, med 9 mm nederbörd.